# John Beddoe

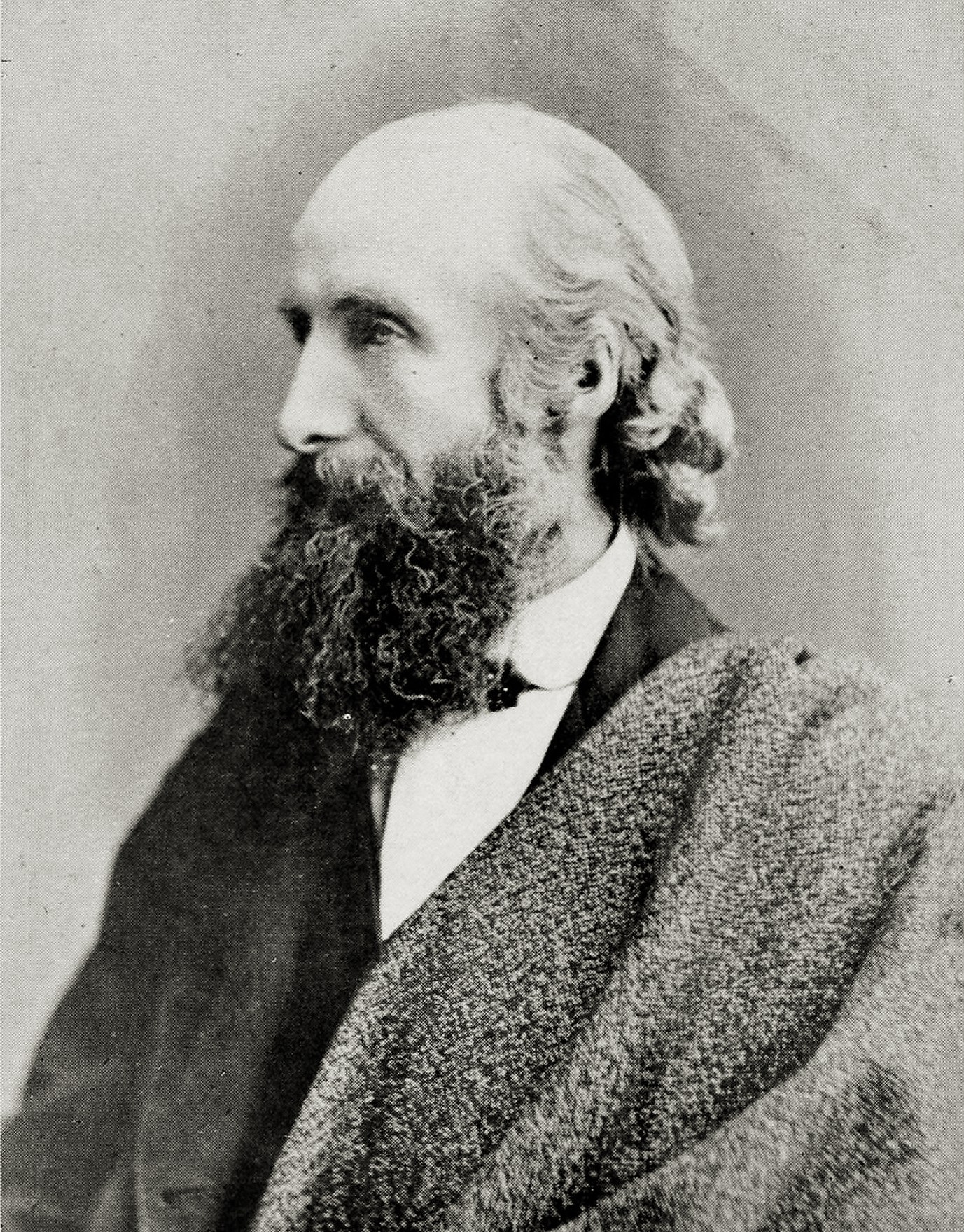
John Beddoe

John Beddoe (Aussprache des Nachnamens: ˈbədəʊ; geboren am 21. September 1826 in Bewdley, Worcestershire, England; gestorben am 19. Juli 1911 in Bradford-on-Avon, Wiltshire, England) war Arzt und ein einflussreicher britischer Anthropologe. Seine 1885 publizierte Monografie The Races of Britain gilt als eines der Hauptwerke der von den zeitgenössischen Fachcommunity als „wissenschaftlich“ anerkannten Rassenkunde.

## Leben

### Jugend und Studium
Beddoe war ein Sohn des Kaufmanns John Beddoe und von Emma Beddow, geb. Barrer und besuchte zunächst die Bridgnorth Endowed School, eine anspruchsvolle weiterführende Schule im 19 km von seinem Geburtsort entfernten Bridgnorth, Shropshire. Er sollte zunächst Jurist werden, studierte dann aber Medizin am University College London, wo er 1851 den Bachelor- und 1853 den Doktorgrad erlangte.

### Tätigkeit als Arzt
Beddoe erhielt eine Anstellung an der Royal Infirmary of Edinburgh, einem traditionsreichen Krankenhaus in Edinburgh, diente während des Krimkrieges (1853–1856) aber in einem Zivilkrankenhaus in Erenköy, einem Dorf in der türkischen Provinz Çanakkale. Im Anschluss unternahm er ausgedehnte Reisen durch die Türkei und durch Europa.
1857 ließ er sich als Arzt in Clifton, einem zentralen Stadtteil von Bristol, nieder. 1858 heiratete er Agnes Montgomerie Cameron, Tochter eines protestantischen Geistlichen, mit der er einen Sohn und eine Tochter hatte. Parallel zur Tätigkeit in seiner Privatpraxis arbeitete er von 1862 bis 1873 an der traditionsreichen Bristol Royal Infirmary und von 1866 an auch am Bristol Royal Hospital for Children.

### Tätigkeit als Anthropologe
Neben seiner Tätigkeit als Arzt hatte Beddoe sich immer auch als Anthropologe betätigt; sein zentraler Untersuchungsgegenstand waren die Bewohner der britischen Inseln; in geringerem Umfang hat er sich daneben auch mit denen des restlichen europäischen Kontinents beschäftigt. Seinen ersten einschlägigen Fachaufsatz veröffentlichte er 1853.
Nachdem im Rahmen des Welsh National Eisteddfod ein Geldpreis für den besten Essay zum Thema „Der Ursprung der englischen Nation“ ausgelobt wurde, reichte Beddoe einen Beitrag ein, der 1867 zum Sieger gekürt wurde. Beddoe arbeitete den Text auf der Grundlage zusätzlicher Daten weiter aus und publizierte das erheblich erweiterte Werk 1885 unter dem Titel The Races of Britain.
1891 gab er, als Mittsechziger, seine Arztpraxis auf und zog nach Bradford-on-Avon, wo er seinen Wohnsitz auf dem Gelände der Chantry fand, einem Gebäudekomplex aus dem 16. Jahrhundert. Im Alter von 84 Jahren starb er dort. Beigesetzt wurde er in Edinburgh am 22. Juli 1911, drei Tage nach seinem Tode.
Zu den Forschern, die sich an Beddoes anthropologischer Arbeit orientiert haben, zählen u. a. Rudolf Virchow und Hans F. K. Günther.

## Rassenlehre
Das Ziel, den Beddoe in The Races of Britain verfolgte, war eine exakte wissenschaftliche Analyse der rassischen Zusammensetzung der Bewohner der britischen Inseln. Sein Arbeitsmittel war die Erhebung der Farbe des Haupthaars und der Iris seiner Probanden, die er für wichtige Kennwerte bei der Beurteilung der Rassenzugehörigkeit eines Menschen hielt. Fast zwei Dekaden hat seine Datenerhebung in Anspruch genommen. Beddoe hielt auch Schädelproportionen für relevante Kennwerte, hat sie, anders als Joseph Barnard Davis und John Thurnam, in seiner Studie aber nicht berücksichtigt, weil die damit verbundenen aufwendigen Messungen ansgesichts seines immensen Datenbedarfs nicht praktikabel gewesen wären. Um seine Daten statistisch leichter auswerten zu können, gab er die Werte, die er für Haar- und Irisfarbe erhoben hatte, in eine von ihm selbst erfundene, nach fachlichen Maßstäben obskure mathematische Formel ein, die einen „Index der Nigreszenz“ (engl. index of nigrescence) liefern sollte: eine Kennzahl, die nach Beddoes Willen ausdrücken sollte, wie viel „Melanosität“ (melanosity) in einer Population gegeben sei. Er hielt seine Vorgehensweise aber für zuverlässiger als die konkurrierende deutsche Methode, die seinem Verständnis nach darin bestand, „die rein blonden und rein brünetten Typen“ zu unterscheiden und zu zählen.
Beddoe war überzeugt, dass die britischen Inseln von verschiedenen menschlichen Rassen bevölkert seien, die teils amalgamiert seien, teils bis in die Gegenwart in reiner Form existieren. Weite Teile des Buches sind dem Versuch gewidmet, durch Geschichtsbetrachtung die heutige geografische Verteilung der verschiedenen Typen zu erklären. Zu den Ergebnissen seiner Studie zählte u. a. die Beobachtung, dass die Bevölkerung des Landes „dunkler“ geworden sei. So fasst er im Ergebniskapitel zusammen:

“That in the absence of trustworthy evidence as to a change of colourtype in Britain, in the direction from light to dark, it is best to rest upon the undoubted fact that the Gaelic and Iberian races of the west, mostly dark-haired, are tending to swamp the blond Teutons of England by a reflux migration.”

„Dass angesichts des Fehlens zuverlässiger Beweise für einen Wechsel des Farbtyps in Britannien, in der Richtung von hell zu dunkel, ist es am besten, auf der unzweifelhaften Tatsache zu verweilen, dass die, hauptsächlich dunkelhaarigen, gälischen und iberischen Rassen des Westens dazu neigen, die blonden Teutonen Englands in Rückmigration zu überschwemmen.“

Rezipiert wurde sein Werk u. a. von Hans F. K. Günther, der  sich explizit auf Beddoe berief, als er in seiner Rassenkunde des deutschen Volkes (erstmals 1922) die „seelischen Eigenschaften der nordischen Rasse“ beschrieb.

## Ehrungen
- 1868 – Präsident der Anthropological Society of London[2]
- 1873 – Aufnahme als Fellow in die Royal Society[2]
- 1883–1884 – Präsident der Bristol Naturalists' Society[2]
- 1889–1891 – Präsident des Royal Anthropological Institute of Great Britain and Ireland[12]
- 1890 – Präsident der Bristol and Gloucestershire Archaeological Society[2]
- 1891 – Einladung als Vortragender der renommierten Rhind Lectures der Society of Antiquaries of Scotland in Edinburgh.[13]
- 1905 – Huxley-Medaille des Royal Anthropological Institute of Great Britain and Ireland; die Vorlesung, die Beddoe im Rahmen der Preisverleihung am 31. Oktober 1905 gab, trug den Titel Colour and race (deutsch: „Farbe und Rasse“).[14]
- 1909 – Präsident der Wiltshore Archaeological and Natural History Society[2]

## Veröffentlichungen (Auswahl)
- On the Stature and Bulk of Man in the British Isles. Asher & Co., London 1870 (eingeschränkte Vorschau in der Google-Buchsuche).
- The Races of Britain. A Contribution To The Anthropology Of Western Europe. J. W. Arrowsmith, Bristol 1885 (eingeschränkte Vorschau in der Google-Buchsuche).
- The Anthropological History of Europe. Alexander Gardner, London 1893.
- Bradford-on-Avon. A History and Description. Dotesio, Bradford-on-Avon 1907.
- Memories of Eighty Years. J. W. Arrowsmith, Bristol 1910 (eingeschränkte Vorschau in der Google-Buchsuche).